# Mopsella sanguinea
Mopsella sanguinea är en korallart som beskrevs av Kükenthal 1908. Mopsella sanguinea ingår i släktet Mopsella och familjen Melithaeidae. Inga underarter finns listade i Catalogue of Life.